# Skupnost partizanskih učiteljev Primorske
Skupnost partizanskih učiteljev Primorske je veteransko društvo, ki združuje partizanske učitelje, ki so delovali na področju Primorske med drugo svetovno vojno.

## Odlikovanja in nagrade
Leta 2005 je skupnost prejela zlati častni znak svobode Republike Slovenije z naslednjo utemeljitvijo: »za zasluge pri ohranjanju zgodovinskih vrednot partizanskega učiteljstva na Primorskem in prispevek k suverenosti Republike Slovenije«.